# 카일 라이드아웃

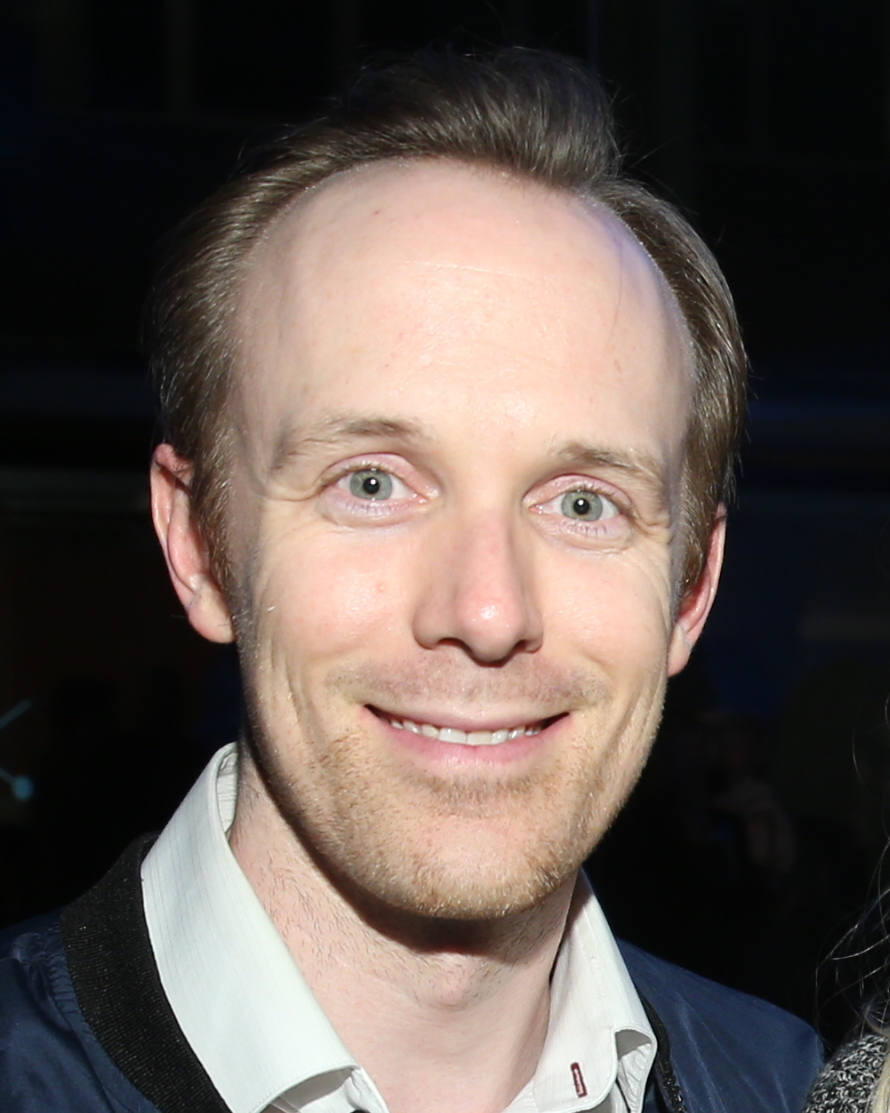

카일 라이드아웃(Kyle Rideout, 1984년 11월 9일 ~ )은 캐나다의 배우, 영화 감독, 텔레비전 감독, 영화 제작자, 텔레비전 제작자, 각본가, 가수, 무용가, 성우이다.
밴쿠버에서 태어났다.

## 영화
- Adventures in Public School (2017)
- 워크래프트: 전쟁의 서막 (2016년)
- 데드풀 (2016년)
- 에드워드 (2015년)
- 마이 보이프렌즈 독스 (2014년)
- 로렌스 & 할로만 (2013년)
- 웨잇 포 레인 (2011년)
- 홉 더 트위그 (2010년)